# Calixto Ochoa
Calixto de Jesús Ochoa Ocampo (Valencia de Jesús, Cesar, 14 d'agost de 1934 - Sincelejo, 18 de novembre de 2015) va ser un cantant i compositor colombià de música vallenata.
Als 19 anys se'n va anar de la llar per recórrer les localitats veïnes per cantar. De poble en poble, va arribar a Sincelejo en 1956, on va realitzar el seu primer enregistrament titulat «El lliri vermell» per al desaparegut segello Ressò. Aquesta cançó, que va tenir molt bon acolliment en tota la Costa, li va obrir les portes de les grans cases discogràfiques del país. Discos Fuentes va ser la primera a cridar-ho i va ser artista exclusiu d'aquesta per més d'una dècada. Després de tretze anys de treballar per a Discos Fuentes, va assajar amb altres empreses, però sempre va tornar a la companyia amb la qual tants triomfs va obtenir.
A Discos Fuentes es va vincular quan, acompanyat del conjunt de César Castro, va ser descobert per Antonio Fuentes i immediatament va compondre diversos temes que es van constituir en èxit en tot el país, fet que li va merèixer contracte d'exclusivitat amb la disquera. Més tard Calixto Ochoa va tenir l'honor d'estar en Los Corraleros de Majagual, quan Antonio Fuentes ho va fundar. Després va formar Calixto Ochoa i el seu Grup, i finalment va crear l'agrupació Calixto Ochoa i Los Papaupas, el nom dels quals va sorgir després d'una presentació a Veneçuela, on el cacic de la regió va portar aquest nom.
Va ser el compositor de temes com ´«Los Sabanales»´, ´«Mata'e caña»´, «El ascensor», «El calabacito», «El mosquito», «El africano», «Playas marinas», «Diana», «Todo es para ti», «Charanga campesina», «Morena», «Los dos inseparables», «El reinado», «Al otro lado del río», etc. Casat i amb dos fills, Calixto es va coronar Rei Vallenato en el Festival de 1970 amb els temes «El gavilán castigador» i «La puya regional». Les obres de Calixto són les vivències de personatges i situacions que fan part de la vida en la costa, que es destaca per la tradició fiestera de les seves gents. Va compondre amb Los Corraleros èxits com «El Compae Menejo», «El amigo Chan» i «Remanga». Amb les seves agrupacions els temes destacats van ser «Charanga campesina», «El niño inteligente», «El arbolito sabanero», «Mata e´caña» i punts que van recórrer el continent.
Tant amb Los Corraleros de Majagual com amb els seus propis conjunts, va realitzar actuacions en diferents països de l'exterior, dels quals es destaquen Veneçuela, Estats Units, Costa Rica, Panamà, Equador, Nicaragua, República Dominicana, Mèxic. En aquest últim país, a principis dels 90 i per invitació d'Aniceto Molina, va realitzar un enregistrament amb el conjunt Luz roja de San Marcos, de títol Huevo sin sal i en la qual s'inclouen cançons anteriorment gravades amb les seves agrupacions.
Va morir el 18 de novembre de 2015, a les 6:40 del matí, en la clínica Santa María de Sincelejo. El compositor, de 81 anys, va sofrir una isquèmia i problemes renals, segons van confirmar fonts familiars.